# Akeu jezik
Akeu jezik (aki, akui; ISO 639-3: aeu), jezik lolo-burmanske skupine, tibetsko-burmanske porodice, koji se govori poglavito u Kini, ali i u Laosu, Burmi i Tajlandu; ukupno 12 400 govornika.
Kao poseban jezik priznat je 14. siječnja 2008. i označen identifikatorom aeu, te se vodi kao posebna lolo podskupina.
U Kini se govori u provinciji Yunnan (10 000; 2007), u većini sela okruga Jinhong. U Laosu oko 1 000 (1996) u provinciji Phongsali; 1 000 (2004) u državi Shan u Burmi; i 400 (2006) u Tajlandu u provinciji Chiang Rai.